# Erwina Barzychowska
Erwina Barzychowska (* 16. Oktober 1929 in Danzig, Freie Stadt Danzig; † 20. Oktober 1939 ebenda) war eine polnische Danziger Schülerin und das jüngste Opfer des deutschen Sturms auf die polnische Post der Stadt.

## Leben
Erwina Barzychowska war Waise und wuchs bei dem Hausmeister der polnischen Post Jan Pipka (1872–1939) und seiner Frau Małgorzata (1886–1963) auf. Sie war Schülerin der polnischen Schule der Polska Macierz Szkolna an der Wallgasse.
Erwina Barzychowska wurde am 1. September 1939, dem ersten Tag des Zweiten Weltkriegs, von einem Flammenwerfer der Angreifer erfasst und starb sechs Wochen später im Krankenhaus an den erlittenen Verbrennungen. Sie wurde auf dem Friedhof in Saspe (Zaspa) begraben.
Der Cmentarz na Zaspie – Cmentarz Ofiar Hitleryzmu ist heute ein Ehrenfriedhof für Opfer des Hitler-Regimes. Neben Polen wurden dort auch Deutsche und Österreicher beigesetzt, die zum Teil im KZ Stutthof ums Leben kamen.
Ihr Ziehvater Jan Pipka starb am 2. September 1939 an Verbrennungen zweiten und dritten Grades.

## Gedenken
Nach Erwina Barzychowska wurde eine Straße (ulica Erwiny Barzychowskiej) in der Siedlung Cztery Pory Roku im Stadtteil Łostowice (Schönfeld) benannt. Im Schulkomplex Zespół Szkół Łączności (ZSŁ) steht eine Skulptur der Bildhauerin Hanna Wizimirska vor einem Fenster. Sie stellt Erwina mit einem Teddybären in der Hand dar.